# Синельниковский консервный завод
Синельниковский консервный завод — промышленное предприятие в городе Синельниково Днепропетровской области Украины.

## История
Предприятие было построено в 1960 - 1961 гг. в соответствии с семилетним планом развития народного хозяйства СССР.
В 1966 году к заводу была проложена шоссейная дорога.
В 1967 году продукция завода продавалась на территории СССР, а также экспортировалась в Польшу, ФРГ, Югославию и другие страны Европы.
В годы девятой пятилетки (1971 - 1975 гг.) ассортимент выпускаемых на Синельниковском консервном заводе товаров был расширен; в результате, общая стоимость изготовленной заводом валовой продукции за 9-ю пятилетку составила более 7 млн. рублей. В конце 1980-х годов основной продукцией предприятия являлись овощные и плодово-ягодные консервы, также было освоено производство мясорастительных консервов и соков.
В целом, в советское время Синельниковский консервный завод Днепропетровского облпотребсоюза входил в число ведущих предприятий города.
После провозглашения независимости Украины завод был передан в ведение министерства сельского хозяйства и продовольствия Украины.